# Bonner Fellers

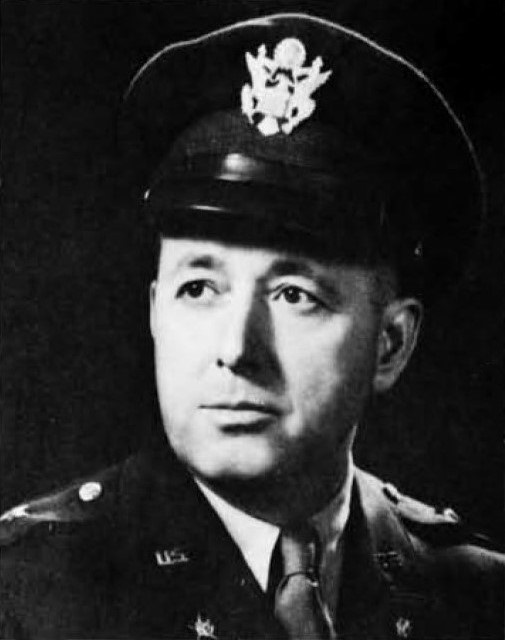
Bonner Fellers, vor 1947

Bonner Frank Fellers (* 7. Februar 1896 in Ridge Farm, Illinois; † 7. Oktober 1973 in Georgetown, District of Columbia) war ein US-amerikanischer Offizier, zuletzt Brigadier General.

## Leben
Fellers wurde in einer Quäker-Familie in Ridge Farm im Vermilion County, Illinois, geboren. Er wurde ab 1914 am Earlham College in Richmond, Indiana ausgebildet, wo er eine lebenslange Freundschaft mit der japanischen Austauschstudentin Yuri Watanabe schloss. Durch sie kam er in Kontakt mit den Schriften Lafcadio Hearns, die das westliche Bild von Japan im frühen 20. Jahrhundert prägten. Er verließ das College 1916, um sich auf Empfehlung des Abgeordneten des Repräsentantenhauses Joseph Gurney Cannon an der Militärakademie West Point einzuschreiben. Aufgrund des Ersten Weltkriegs graduierte seine Klasse bereits nach zwei statt der üblichen vier Jahre, am 1. November 1918.
Fellers wurde anschließend als Second Lieutenant ins Coast Artillery Corps aufgenommen. Nach einem Jahr zum First Lieutenant befördert, schloss er 1920 den Grundkurs an der Coast Artillery School ab und wurde anschließend zur ersten von insgesamt drei tours of duty auf die Philippinen versetzt. Später diente er unter anderem als Ausbilder in West Point. Eine weitere Dienstzeit auf den Philippinen folgte 1929–1931.
1933 wurde Fellers für einen zweijährigen Kurs an die Command and General Staff School in Fort Leavenworth, Kansas, aufgenommen. Hier schrieb er 1934 als Studienarbeit die Studie The Psychology of the Japanese Soldier, die im späteren Krieg gegen Japan als Anschauungsmaterial für Nachrichtenoffiziere verwendet wurde. Im selben Jahr wurde er zum Captain befördert. Es folgten zwei mehrmonatige Reisen durch die Sowjetunion (1936 und 1938), die bei Fellers einen ausgeprägten Antikommunismus hinterließen, und eine dritte Stationierung auf den Philippinen, wo er als Liaison zwischen dem Oberbefehlshaber Douglas MacArthur und Präsident Manuel Quezon fungierte. Nach seiner Rückkehr in die USA besuchte er 1939–1940 das United States Army War College.
Im Oktober 1940 im Rang eines Colonel als Militärattaché an die US-Botschaft in Kairo versetzt, berichtete er aus eigener Anschauung über den britisch-deutsch-italienischen Krieg in Nordafrika und die Luftlandeschlacht um Kreta. Seine Berichte wurden bis hinauf zu Präsident Franklin D. Roosevelt und den Joint Chiefs of Staff gelesen. Den US-Stellen unbekannt, wurden die zur Übermittlung verwendeten Codes im August 1941 durch den italienischen Servizio Informazioni Militare aus dem Safe des US-Militärattachés in Rom entwendet, und die Berichte landeten auf diese Weise mit geringer zeitlicher Verzögerung unverschlüsselt beim deutschen Oberbefehlshaber in Nordafrika, Rommel. Die so gewonnenen Informationen umfassten britische Truppenstärken und -stellungen, Lagebeurteilungen, Verstärkungen und Versorgungssituation, Pläne für künftige Operationen und dergleichen. Die Nachrichtenquelle versiegte erst Ende Juni 1942, als die Amerikaner auf ein neues Verschlüsselungssystem umstellten. Zuvor hatten die Briten die Amerikaner informiert, dass nach ihrer Überzeugung Fellers’ Berichte ein Nachrichtenleck darstellten. Bei einer internen Untersuchung wurde Fellers vollständig entlastet. Er hatte sich nicht nur vergeblich gegen die Benutzung eines Codes des State Department gewehrt, sondern auch schon zu Beginn des Jahres selbst vor einer möglichen Kompromittierung gewarnt. Er wurde Anfang Juli 1942 von seinem Posten abberufen, bei seiner Rückkehr in die USA erhielt er für seine Tätigkeit in Nordafrika die Distinguished Service Medal und wurde zum Brigadier General befördert.
Fellers war danach zeitweilig in Washington für das Office of Strategic Services (OSS) tätig, wo er in die psychologische Kriegsführung involviert war. Im Sommer 1943 wurde er auf den pazifischen Kriegsschauplatz versetzt, wo er unter General MacArthur als Chef der Joint Planning Section, G-3, General Headquarters, SWPA tätig war und unter anderem die Operation gegen Hollandia an der Nordküste Neuguineas (Operation Reckless) plante. Von April bis November 1944 war er Chef der Civil Affairs Section des GHQ SWPA für die Philippinen und anschließend bis zur Kapitulation Japans Chef der Psychological Warfare Branch, SWPA und zugleich militärischer Sekretär MacArthurs. Er begleitete MacArthur auch bei der Landung in Japan und der Unterzeichnung der Kapitulationsurkunde an Bord der Missouri.
Im besetzten Japan diente Fellers weiterhin unter dem zum Supreme Commander for the Allied Powers (SCAP) ernannten MacArthur. So fungierte er als Liaisonoffizier zwischen dem GHQ und dem Ministerium für den Kaiserlichen Haushalt (Kunai-shō). Von Januar bis August 1946 war er Generalsekretär des Allied Council for Japan. Fellers hatte einen großen Anteil an der amerikanischen Entscheidung, Kaiser Hirohito auf dem Thron zu belassen und ihn nicht als Kriegsverbrecher zu belangen. Zuvor hatte er sich bereits gegen die verbreitete Praxis der Tötung sich ergebender japanischer Soldaten und gegen die Luftangriffe auf Tokio mit Brandbomben ausgesprochen.
Am 30. November 1946 wurde Fellers im Rang eines Brigadier General aus dem aktiven Dienst verabschiedet. Er begann eine Tätigkeit in der Politik und war von 1947 bis 1952 Assistent des Vorsitzenden des Republican National Committee und unterstützte Robert A. Taft bei dessen Präsidentschaftskandidatur 1952. Im gleichen Jahr veröffentlichte er das Buch Wings for Peace: A Primer for a New Defense. Fellers war in einer Reihe von rechtsgerichteten Gruppierungen aktiv, unter anderem in der Organisation For America und der John Birch Society. Von 1959 bis 1969 war er Vorsitzender der Lobbyorganisation Citizens Foreign Aid Committee. 1964 unterstützte er die Kandidatur Barry Goldwaters für das Präsidentenamt.
Fellers starb 1973 im Alter von 77 Jahren und wurde auf dem Nationalfriedhof Arlington bestattet.

## Auszeichnungen (Auswahl)
- Army Distinguished Service Medal (2×)
- Legion of Merit
- Distinguished Service Star (Philippinen, 2×)
- Orden des Heiligen Schatzes 2. Klasse (1971)

## Sonstiges
In dem US-amerikanisch-japanischen Spielfilm Emperor – Kampf um den Frieden von 2012 wird Fellers von Matthew Fox gespielt.